# Rio Flexal
Le rio Flexal, ou Flechal, est un cours d'eau brésilien qui baigne l'État d'Amapá. Il prend sa source sur le territoire de la municipalité d'Amapá et arrose cette dernière et celle de Pracuúba, avant de mêler ses eaux à celles du rio Amapá Grande et de se jeter dans l'Océan Atlantique.